# Arnage
Arnage – miejscowość i gmina we Francji, w regionie Kraj Loary, w departamencie Sarthe.
Według danych na rok 1990 gminę zamieszkiwało 5600 osób, a gęstość zaludnienia wynosiła 520 osób/km² (wśród 1504 gmin Kraju Loary Arnage plasuje się na 69. miejscu pod względem liczby ludności, natomiast pod względem powierzchni na miejscu 977.).

## Współpraca zagraniczna
Miasto Arnage posiada umowę partnerską z miastem Kröpelin w Niemczech.